# Damian Martin (maquiador)
Damian Martin é um maquiador australiano. Venceu o Oscar de melhor maquiagem e penteados na edição de 2016 por Mad Max: Fury Road, ao lado de Lesley Vanderwalt e Elka Wardega.